# Соколы (Псковская область)
Соколы — деревня в Невельском районе Псковской области России. Входит в сельское поселение Артёмовская волость.

## География
Находится в 3 верстах к северо-западу от деревни Кошелёво.

## Население
На конец 2000 года постоянного населения в деревне не имелось.